# Garden Conservancy
The Garden Conservancy (La Preservación de Jardines) es una organización no gubernamental sin ánimo de lucro estadounidense (acogida a la 501c), dedicada a preservar jardines y paisajes excepcionales. 
Fundada en 1989 por Frank Cabot, "the Conservancy" ha ayudado desde entonces a numerosos jardines estadounidenses a desarrollar unas estrategias conservacionistas, estructuras organizativas, y planes fundacionales. En algunos casos, "the Conservancy" toma las iniciativas en la transición del jardín a un estado sostenible, no lucrativo. La sede de la organización se encuentra en Cold Spring, el presidente actual de "the Conservancy" es Antonia F. Adezio y el director de preservación es William Noble de Norwich (Vermont). Entre los proyectos más recientes se incluyen:
- Isla de Alcatraz, San Francisco, CA
- El Ruth Bancroft Garden, Walnuck Creek, CA
- El Chase Garden, Orting, WA
- The Fells, el John Hay National Wildlife Refuge, Newbury, NH
- Greenwood Gardens, Short Hills, NJ
- El John P. Humes Japanese Stroll Garden, Mill Neck, NY
- Montrose, Hillsborough, NC
- Peckerwood Garden, Hempstead, TX
- Rocky Hills, Mount Kisco, NY
- George Schoellkopf’s garden, Washington, CT
- Steepletop, Austerlitz, NY
- Van Vleck House and Gardens, Montclair, NJ
- Yew Dell Gardens, Chestwood, KY

## Días Abiertos
Desde el año 1995 "the Conservancy" ha patrocinado "open days" (días abiertos) en cientos de jardines privados a todo lo largo de los Estados Unidos, ofreciendo al público una oportunidad de visitar jardines privados que generalmente no se encuentran abiertos para ser vistos. Los miembros de "the Conservancy" reciben una copia del Open Days Directory, una guía regional anual de los días de jardines abiertos a lo largo de los Estados Unidos.